# 覺羅徵奎
覺羅徵奎（穆麟德轉寫：Gioro Jenkui；1813年5月29日—1873年3月16日，嘉慶十八年四月二十九日辰時－同治十二年二月十八日辰時），字號不詳，清朝正藍旗覺羅載字輩。

## 生平
繙譯生員。
道光十七年（1837年）丁酉科繙譯鄉試繙譯舉人。中舉後選入軍機處內繙書房繙譯官。
咸豐二年（1852年）壬子恩科繙譯進士。經吏部帶領引見，奉旨以主事用，籤分太僕寺主事學習行走，呈請自願留任繙譯官。
同治十二年（1873年）二月卒，年六十一歲。

## 家庭及關聯
- 十世祖：覺羅塔察篇古（？年－？年），清景祖翼皇帝第五子，追封多羅貝勒。
- 九世祖：覺羅祜爾哈齊（？年－？年），祜爾哈齊第二子，因罪賜自盡。
- 八世祖：覺羅阿世布（1574年－1610年），祜爾哈齊第二子，因罪賜自盡。
- 七世祖：覺羅穆成格（1596年－1646年），阿世布第二子，官護軍參領。
- 六世祖：覺羅豁特（1617年－1678年），穆成格第一子，授副都統，因罪革職。
- 五祖父：覺羅齡綺（1639年－1705年），豁特第一子，授護軍校，因傷告退。
- 高祖父：覺羅德楞額（1690年－1723年），齡綺第十二子，授護軍校，官至二等侍衛。
- 曾祖父：覺羅彥德（1718年－1780年），德楞額第二子，初授筆帖式，官至戶部員外郎。
- 祖父：覺羅明倫（1750年－1802年），彥德第二子，考取筆帖式。

- 父：覺羅英舒（1781年－1823年），明倫第二子，閑散。
- 母：伊爾根覺羅氏，英舒繼室，德克進布之女。

- 徵奎排行第二，有一兄一弟：
  - 徵麟（1809年－1874年），繙譯生員，授贊禮郎。
  - 徵齡（1829年－？年），繙譯生員，議敘筆帖式。

### 妻妾
- 正室：伊爾根覺羅氏，護軍參領常興之女。
- 無側室。

### 子女
有三子。
- 長子：覺羅錫斌（1856年－1856年），早卒。
- 次子：覺羅善溥（1859年－？年），閑散。
- 三子：覺羅善昌（1861年－？年），閑散。